# Louis Vuitton Cup
Louis Vuitton Cup är kvalregattan till Americas Cup. Här ställer alla syndikat som vill segla Americas Cup upp. Vinnaren får möta Cupförsvararen och det är endast dessa två team som får segla själva Americas cup. Tävlingsformatet är matchrace.

## Tidigare vinnare
- Alinghi, 2003
- Team New Zealand, 2007

## Sveriges bidrag
Flera gånger har svenska syndikat ställt upp i Louis Vuitton Cup. Senast har Victory Challenge, som grundades av Jan Stenbeck, försökt en gång och ska nu försöka en gång till. 